# Dominicus van Tol
Dominicus van Tol (Bodegraven, 1635 ca. – Leida, 1676) è stato un pittore olandese.

## Biografia

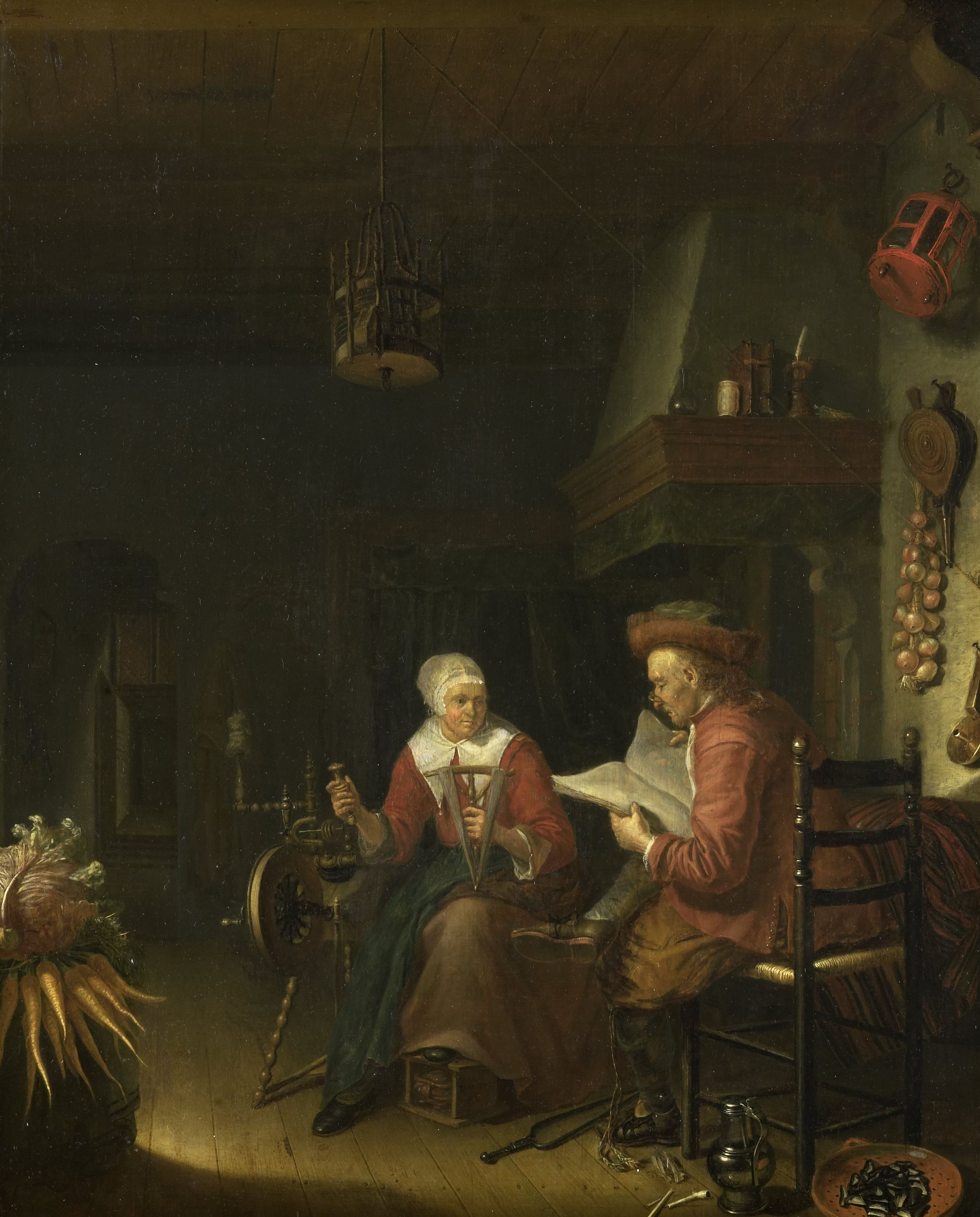
Uomo che legge e donna che fila la lana, Rijksmuseum, Amsterdam

Nipote e allievo di Gerrit Dou, era iscritto alla gilda di San Luca di Leida nel 1664. Dipinse scene di genere che imitano lo stile di Brekelenkam e soprattutto dello zio.

### Opere
- Donna all'arcolaio, Gemäldegalerie Alte Meister, Dresda
- Donna che prepara frittelle, Museo Statale, Leida
- Vecchio che si taglia le unghie, Museo di Belle Arti, Rennes
- Uomo che legge e donna che fila la lana,  Rijksmuseum, Amsterdam
- Donna che allatta, Rijksmuseum, Amsterdam